# Noyant-de-Touraine

Noyant-de-Touraine este o comună în departamentul Indre-et-Loire, Franța. În 1 ianuarie 2022 avea o populație de 1.170 de locuitori.